# Марк Боніфас (Дукарла)
Марк Боніфас, відомий як Дукарла (Вабр, Тарн, 1738—1816) — французький науковець, автор кількох наукових праць: «Про великі рухи матерії»- "Des grands mouvements de la matière" (1775), «Космогонія»-"Cosmogonie" (1779), в яких він підтримує ідею, що наш Всесвіт є лише провінцією космосу.
Він спілкувався з д'Аламбером, Дідро, Лаландом, Кондорсе і опублікував численні статті в «Journal de Physique». 